# Солонцівське сільське поселення
Солонці́вське сільське поселення (рос. Солонцовское сельское поселение) — сільське поселення у складі Ульчського району Хабаровського краю Росії.
Адміністративний центр — село Солонці.

## Населення
Населення сільського поселення становить 436 осіб (2019; 528 у 2010, 690 у 2002).

## Склад
До складу сільського поселення входять:
| Населений пункт | Населення, осіб (2002) | Населення, осіб (2010) |
| --------------- | ---------------------- | ---------------------- |
| Кольчом, село   | 122                    | 65                     |
| Солонці, село   | 568                    | 463                    |